# Федурино (Вачский район)
Феду́рино — село Новосельского сельсовета Вачского района (с 1929 года) Нижегородской области. В прошлом — село (деревня) Муромского уезда Владимирской губернии.
Расстояния по автодороге от Федурино: до Вачи — 5 км; до Нижнего Новгорода — 104 км; до Мурома — 64 км.

## Население
| 1859 | 1897 | 1905 | 1926  | 1999 | 2002 | 2010 |
| ---- | ---- | ---- | ----- | ---- | ---- | ---- |
| 723  | ↘703 | ↘655 | ↗1082 | ↘265 | ↗267 | ↘227 |

## Из истории Федурино

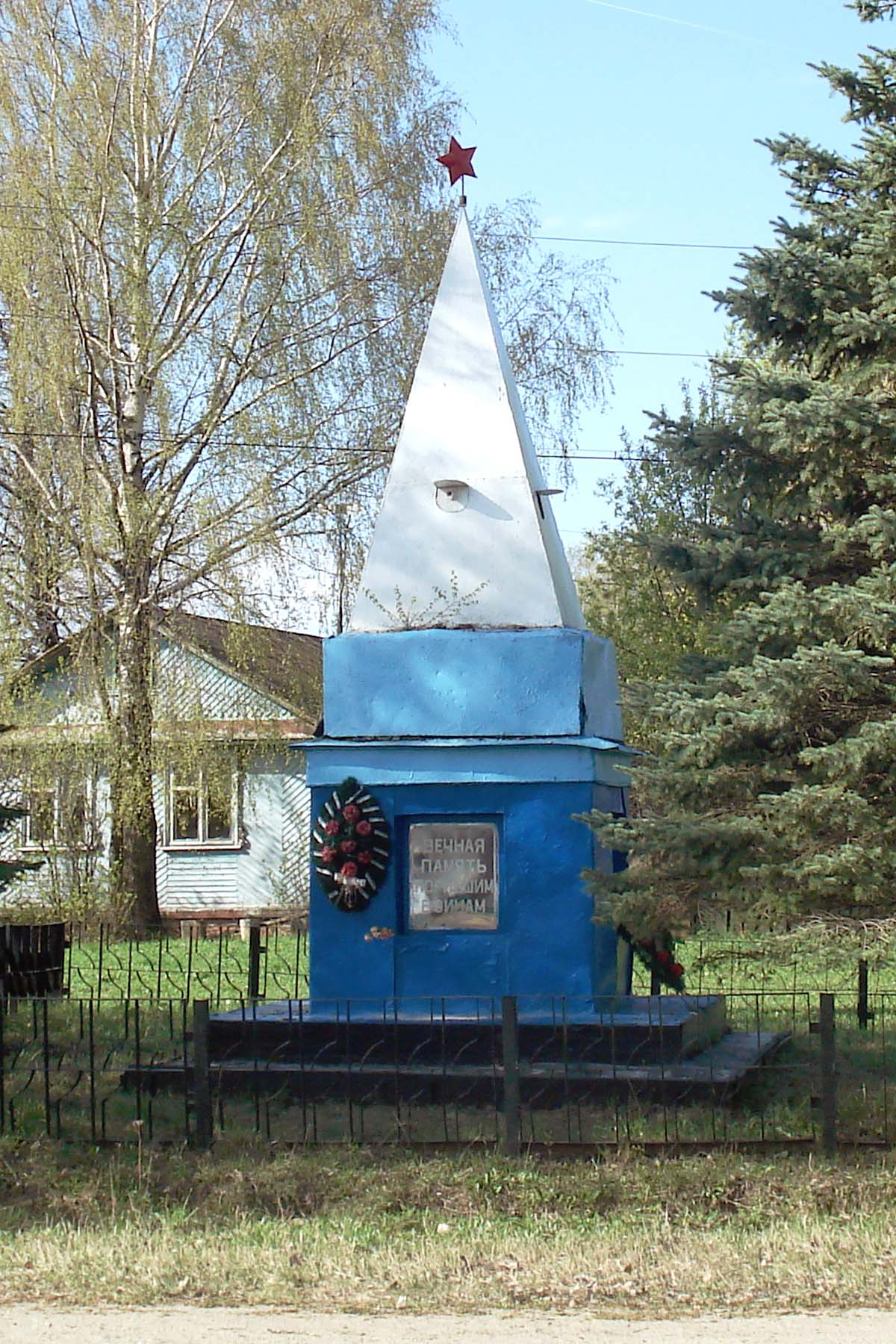
Мемориал погибшим воинам. Ранее здесь стояла церковь Успения Пресвятой Богородицы

- 1614 год — пустошь «Созоново», «Зименное Раменье тож», передана «на льготу» сроком на пять лет крестьянину из соседней деревни Федурино Стародубовоцкого стана Муромского уезда Ивашке Самойлову[7].
- 1947 год — группа верующих старообрядцев ходатайствует об открытии церкви в селе Федурино[8].
- Мост через Оку (на трассе Муром—Навашино) сдан в эксплуатацию в 2009 году.

## Старообрядцы Федурино

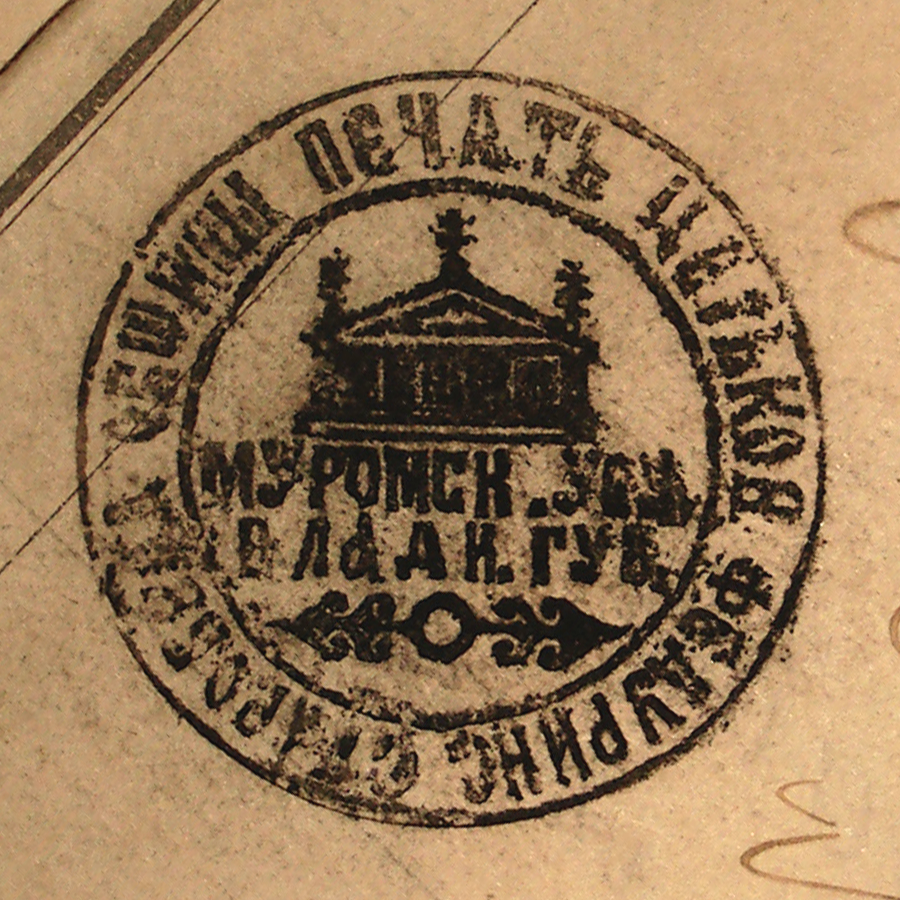
Печать церковной федуринской старообрядческой общины. Примерно 1907—1910 гг.

В Федурино более 100 лет существует старообрядческая община, относящаяся к Русской православной старообрядческой церкви (РПСЦ), называемой также Белокриницким согласием. Федуринская церковь Успения Пресвятой Богородицы была центром старообрядчества для окружающих сёл и деревень.
История старообрядчества XX века знает два периода лояльного отношения к нему государства. После 1905 года, когда его приравняли в правах к РПЦ и во второй половине 1940-х годов, когда повсеместно разрешили «группам верующих ходатайствовать об открытии церквей». Однако в 1950-х годах отношение к старообрядцам опять изменилось, и церковь Успения Пресвятой Богородицы была разрушена и разобрана на кирпичи, а на её месте построили мемориал погибшим воинам.

### Священник Михаил Пестов
Михаил Пестов — священник федуринской церкви Успения Пресвятой Богородицы. Сохранилась запись, что Михаил Пестов умер 1 января 1918 года в возрасте 68 лет. Похоронен в селе Федурино. Его могила находится на том месте, где ранее была церковь, а сейчас располагается мемориал погибшим воинам. Его сын, Иван Михайлович, 1886 года рождения, уроженец Федурино, дьякон, арестован 12 июня 1937 года в старообрядческом селе Рытово Вязниковского района Владимирской области и осужден на 5 лет лишения свободы. 
Сын Ивана Михайловича, Пестов Иван Иванович, родился в 1918 году в Федурино, арестован 22 февраля 1952 года. Обвинён по статье 58-10 часть 2, приговорён к принудительному лечению в психбольнице.

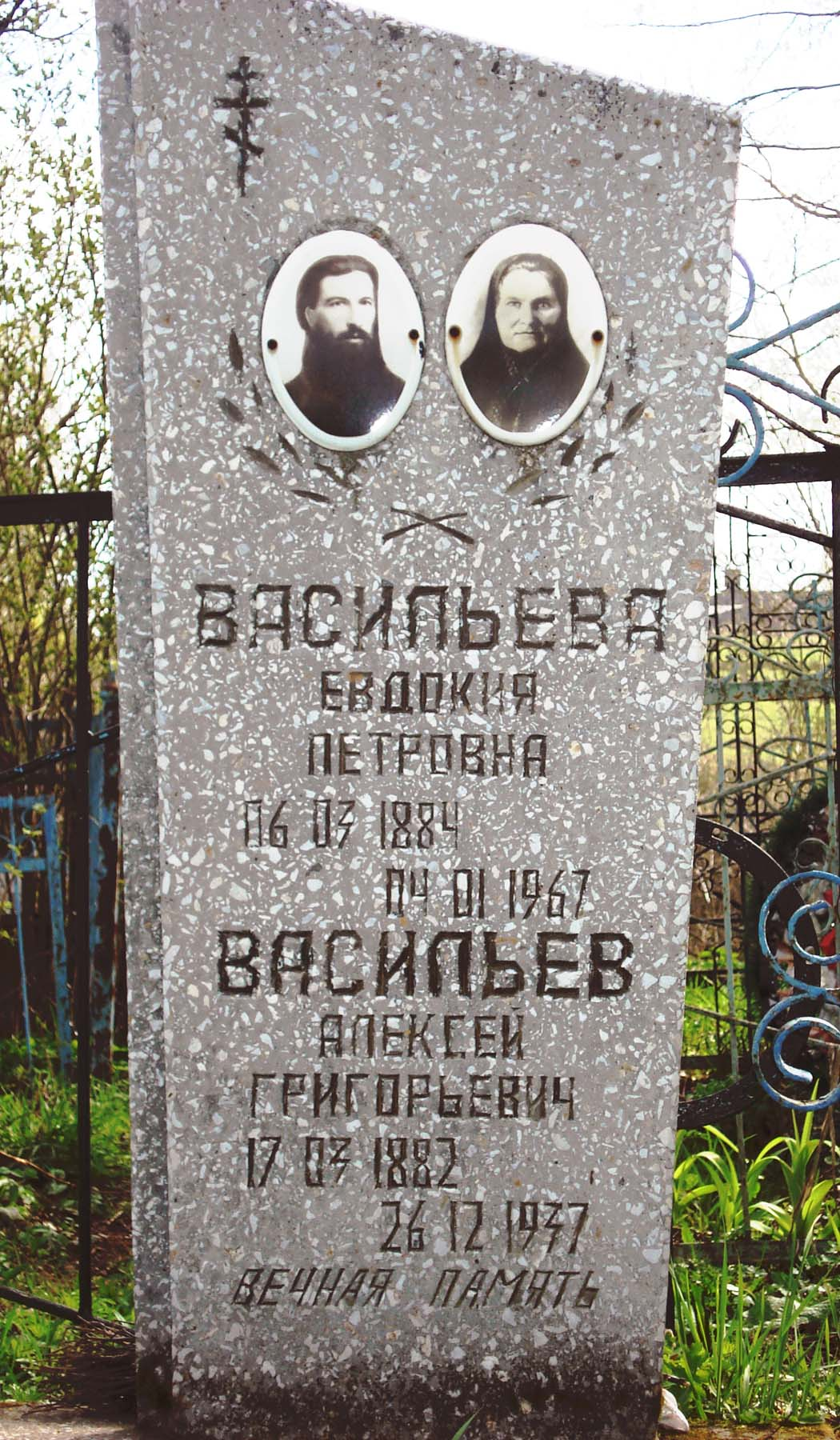
Надгробный памятник Алексею и Евдокии Васильевым. Место молитвенного поклонения старообрядцев

### Священник Алексей Васильев
Алексей Григорьевич Васильев (1882—1937) — священник федуринской церкви Успения Пресвятой Богородицы (с 1917 года), сын Григория Васильева, товарища председателя федуринской старообрядческой общины. Арестован 18 ноября 1937 года, 13 декабря осуждён по статье «антисоветская агитация», расстрелян 26 декабря 1937 года  (одновременно со священниками РПЦ Евгением Красовским и Петром Сперанским из Красно, Леонидом Воскресенским из Большого Загарино, Сергеем Розановым из Малого Загарино и Евгением Никольским из Яковцево). Похоронен на федуринском кладбище. Его могила является местом молитвенного поклонения старообрядцев.

### Старообрядцы Федурино сегодня
В связи с отсутствием близко расположенной церкви и связанных с этим неудобств в отправлении треб и осуществлении обрядов, каждый из верующих старообрядцев Федурино выбрал один из двух вариантов. Когда появилась необходимость окрестить внуков, некоторые сделали это в ближайшей церкви РПЦ, потом начали там молиться. 
Но часть из федуринцев сохранили верность старой вере. При отсутствии церковного здания они совершают крещения и другие обряды на дому или в старообрядческой церкви Нижнего Новгорода. Изредка в Федурино приезжают священники РПСЦ. У местных жителей существуют планы на строительство старообрядческого храма (или часовни) в Федурино, идёт сбор средств.
Федуринское кладбище, в отличие от кладбищ сёл, где преобладает паства РПЦ, «общее», без разделения на участки для старообрядцев и «новообрядцев».

## Федурино в советское время
В тридцатых годах XX века в Федурино был организован колхоз «Новая жизнь».

## Федурино в XXI веке
Федурино постепенно трансформируется из традиционного села в «дачное». 
Федурино удобно расположено в транспортном отношении, растянувшись вдоль ответвления от автотрассы Р125 Муром — Нижний Новгород к Чулково, одним концом выходя на эту автотрассу. В то же время, небольшое расстояние от районного центра Вачи решает проблему занятости местного населения.
Видимое отсутствие какой-либо промышленности, чиновных учреждений, зданий в раннем и позднем «советском стиле», нахождение в окружении лесного массива, а также завершение в 2009 г. строительства моста через Оку в Муроме являются факторами, способствующими дальнейшему превращению Федурино в своего рода посёлок «дальних дач».